# Phytomyza varii
Phytomyza varii är en tvåvingeart som beskrevs av Spencer 1964. Phytomyza varii ingår i släktet Phytomyza och familjen minerarflugor. Inga underarter finns listade i Catalogue of Life.